# Kabinett Clement I
Das Kabinett Clement I bildete vom 9. Juni 1998 bis 27. Juni 2000 die Landesregierung von Nordrhein-Westfalen. Es konnte bei der Landtagswahl NRW im Mai 2000 seine Mehrheit verteidigen. Clement war 1998 zum Nachfolger von Johannes Rau gewählt worden, der nach fast 20 Jahren im Amt zurückgetreten war.
| Amt                                                     | Name                                                  | Partei | Partei     |
| ------------------------------------------------------- | ----------------------------------------------------- | ------ | ---------- |
| Ministerpräsident                                       | Wolfgang Clement                                      |        | SPD        |
| Stellvertreter des Ministerpräsidenten                  | Michael Vesper                                        |        | B’90/Grüne |
| Bauen und Wohnen                                        | Michael Vesper                                        |        | B’90/Grüne |
| Finanzen                                                | Heinz Schleußer (bis 22. Februar 2000)                |        | SPD        |
| Finanzen                                                | Peer Steinbrück (ab 22. Februar 2000)                 |        | SPD        |
| Inneres und Justiz (bis 1. März 1999)                   | Fritz Behrens                                         | SPD    |            |
| Inneres (ab 1. März 1999)                               | Fritz Behrens                                         | SPD    |            |
| Justiz (ab 1. März 1999)                                | Reinhard Rauball (bis 23. März 1999)                  | SPD    |            |
| Justiz (ab 1. März 1999)                                | Jochen Dieckmann (ab 23. März 1999)                   | SPD    |            |
| Arbeit, Soziales und Stadtentwicklung, Kultur und Sport | Ilse Brusis                                           | SPD    |            |
| Frauen, Jugend, Familie und Gesundheit                  | Birgit Fischer                                        | SPD    |            |
| Schule und Weiterbildung, Wissenschaft und Forschung    | Gabriele Behler                                       | SPD    |            |
| Umwelt, Raumordnung und Landwirtschaft                  | Bärbel Höhn                                           |        | B’90/Grüne |
| Wirtschaft und Mittelstand, Technologie und Verkehr     | Bodo Hombach (bis 28. Oktober 1998)                   |        | SPD        |
| Wirtschaft und Mittelstand, Technologie und Verkehr     | Peer Steinbrück (28. Oktober 1998 – 22. Februar 2000) |        | SPD        |
| Wirtschaft und Mittelstand, Technologie und Verkehr     | Ernst Schwanhold (ab 22. Februar 2000)                |        | SPD        |